# JUNET
JUNET – dwa rodzaje sieci komputerowych (niezwiązane ze sobą):
- Japan University Network – sieć komputerowa, stworzona w październiku 1984 roku, przez trzy japońskie uniwersytety: University of Tokyo, Tokyo Institute of Technology i Keio University. Do sieci było podłączonych ok. 700 komputerów. JUNET był zgodny z modelem amerykańskiego Usenetu i wykorzystano w nim implementacje UUCP poprzez linie telefoniczne. Spełnił bardzo ważną rolę w rozwoju Internetu w Japonii. W październiku 1994 przerwano rozwój JUNETu z powodu rosnącej popularności Projektu WIDE[1].
- JUNET – standard lokalnych sieci komputerowych polskiego projektu dla komputerów edukacyjnych Elwro 800 Junior.